# 스테노 (감독)
스테노(Steno)라는 필명으로 잘 알려진 스테파노 반치나(이탈리아어: Stefano Vanzina, 1917년 1월 19일~1988년 3월 13일)는 이탈리아의 영화 감독이자 시나리오 작가, 촬영 감독이다. 그의 영화 중 Un giorno in pretura(1954)와 Febbre da cavallo(1976)는 제67회 베니스 국제 영화제에서 이탈리아 코미디 회고전 부문에 상영되었다.